# Уилк, Брэд
Брэдли Дж. "Брэд" Уилк (англ. Brad Wilk; 5 сентября 1968, Портленд, Орегон, США) — американский барабанщик. Наиболее известен как участник группы Rage Against the Machine.
В детстве он жил в Чикаго, а затем обосновался в Южной Калифорнии. Уилк начал играть на ударных, когда ему было 13 лет и получил свою первую барабанную установку через год, когда ему было 14 лет.
Уилк принял участие в записи альбома Black Sabbath «13» в качестве ударника, так как ударник группы Билл Уорд ранее отказался от воссоединения и участия в записи.
В конце 2013, Уилк присоединился к группе The Last Internationale.
Осенью 2016 года вновь объединился с бывшими участниками Rage Against the Machine Томом Морелло, и Тимом Коммерфордом, а также с Чаком Ди из Public Enemy и B-Real из Cypress Hill, образовав супергруппу Prophets of Rage. Группа распалась в 2019 году, когда воссоединились Rage Against the Machine.
Classic Rock поместил Уилка на 41-е место в списке величайших барабанщиков рока всех времён.